# Boom Shakalaka
《Boom Shakalaka》（韓語：추석특집 붐샤카라카）是韓國KBS 2TV于2016年播出的中秋特辑綜藝節目，由車銀優（ASTRO）、李起光（BEAST）、金世正（gu9udan）等人出演。節目為出演者以1980年代至2000年代，在韓國掀起熱潮的舞曲進行舞蹈對決的節目，除了能讓觀眾欣賞到藝人們的舞蹈實力外，還會與大家一起重溫不同年代流行的舞蹈，回顧那時代的回憶。

## 參與來賓
車銀優（ASTRO）、李起光（BEAST）、金世正（I.O.I）、朴荷娜、河輝東、金申英、金秀路、李秀根。

## 節目規則
- 第一輪：參賽者需以搶按鈕方式搶製作組出的舞蹈替，前6位成功跳對兩首舞的選手可進入到第二輪。若參賽者舞蹈跳錯，第一次會先錯誤警告，若錯誤兩次則挑戰失敗。
- 第二輪：參賽者進入獨立的舞蹈屋，製作組播放舞曲。播放結束，要表演的選手要走出舞蹈屋，在舞台完成舞蹈。首先完成3支舞曲的前三位參賽者將進入到第三輪。
- 復活賽：在第三輪開始之前，前兩輪被淘汰的選手有一次復活的機會。復活任務為在30分鐘的時間內現學一首舞曲，然後在舞台上進行表演，完全正確的1人將可進入到第三輪。
- 第三輪：機器隨機指定兩位挑戰者隨著音樂舞蹈；跳錯的參賽者將直接淘汰。
- 對決賽：最後剩下的兩位選手將跟著隨機播放的30首連續歌曲跳舞，成功完成歌曲數多者，將成為舞王。